# John Van Denburgh

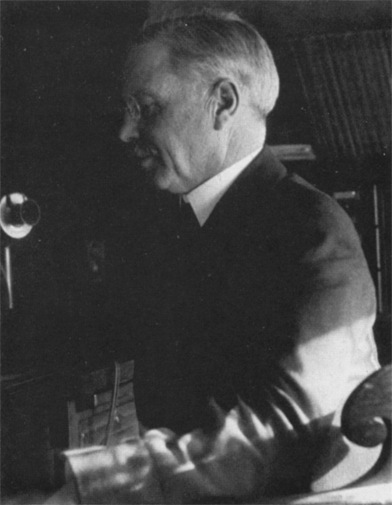
John Van Denburgh

John Van Denburgh (* 23. August 1872 in San Francisco, Kalifornien; † 24. Oktober 1924 in Honolulu, Hawaii) war ein US-amerikanischer Herpetologe.

## Leben
Er wurde 1872 in San Francisco geboren und schrieb sich 1891 an der Stanford University ein. 1895 baute er das Fachgebiet Herpetologie der California Academy of Sciences aus. 
1897 wurde ihm von der Stanford University der Titel Ph. D. verliehen. Zusätzlich erlangte er 1902 einen MUDr. an der Johns Hopkins University, kehrte aber als praktizierender Arzt nach San Francisco zurück und setzte seine Arbeit als Museumsdirektor der Herpetologischen Sammlungen der California Academy of Sciences fort.
Nach dem San-Francisco-Erdbeben von 1906 wirkte er beim Wiederaufbau der verlorenen Herpetologischen Sammlungen durch neue Entdeckungsreisen und auch durch den Ankauf anderer Sammlungen mit. 
Unter anderem veröffentlichte er 1922 das zweibändige Werk The Reptiles of Western North America. 
Er starb 1924 während eines Urlaubs auf den Hawaii-Inseln.